# کاس الیوت
کاس الیوت (انگلیسی: Cass Elliot؛ زاده ۱۹ سپتامبر ۱۹۴۱ درگذشته ۲۹ ژوئیهٔ ۱۹۷۴) که با نام ماما کاس (به انگلیسی: Mama Cass) هم شناخته می‌شود، خواننده و هنرپیشه اهل ایالات متحده آمریکا بود. او عضو گروه ماماز اند پاپاز بود. پس از اینکه گروه منحل شد، او پنج آلبوم به صورت انفرادی منتشر کرد. در سال ۱۹۹۸، الیوت به همراه دیگر اعضای گروه موسیقی‌اش، به تالار مشاهیر راک اند رول راه پیدا کردند. او در سن ۳۲ سالگی درگذشت.